# مت بازبی
سِر الکساندر متئو بازبی (به انگلیسی: Sir Alexander Matthew Busby) (زادهٔ ۲۹ مه ۱۹۰۹ – درگذشتهٔ ۲۰ ژانویه ۱۹۹۴) بازیکن و مربی فوتبال اهل اسکاتلند بود. او در حد فاصل سال‌های ۱۹۴۵ تا ۱۹۶۹ و هم‌چنین نیم‌فصل دوم ۷۱–۱۹۷۰ هدایت منچستر یونایتد را بر عهده داشت. او نخستین مربی بود که موفق شد یک تیم انگلیسی را به مقام قهرمانی جام باشگاه‌های اروپا برساند؛ او را به عنوان یکی از برجسته‌ترین مربیان تاریخ فوتبال به‌شمار می‌آورند.
پیش از ورود به عرصه مربیگری، بازبی بازیکن دو رقیب دیرینهٔ منچستر یونایتد یعنی لیورپول و منچستر سیتی بوده‌است؛ او زمانی که بازیکن تیم منچستر سیتی بود، موفق شد با این تیم به دو فینال جام حذفی فوتبال انگلستان راه یابد و یک عنوان قهرمانی جام حذفی را هم کسب کند. بعد از آن که دوران بازی مت بازبی به جهت جنگ جهانی دوم به پایان رسید، به او پیشنهاد پست دستیار مربی در لیورپول داده‌شد، اما آن‌ها حاضر نبودند کنترل تیم اصلی را، همان‌طور که خود بازبی می‌خواست، به او بدهند؛ در نتیجه او پیشنهاد سرمربیگری منچستر یونایتد را پذیرفت. او در منچستر یونایتد، تیم مشهور بچه‌های بازبی را ساخت؛ هشت تن از این بازیکنان در سانحه هوایی مونیخ جان باختند؛ اما بازبی تیم را بازسازی کرد و یونایتد یک دهه بعد، فاتح جام باشگاه‌های اروپا شد. در طول ۲۵ سال هدایت منچستر یونایتد، او ۱۳ عنوان قهرمانی را به دست آورد.

## افتخارات

### بازیکن
منچستر سیتی
- جام حذفی انگلستان: ۳۴–۱۹۳۳

### مربی
منچستر یونایتد
- لیگ دسته اول فوتبال انگلستان (۵): ۵۲–۱۹۵۱، ۵۶–۱۹۵۵، ۵۷–۱۹۵۶، ۶۵–۱۹۶۴، ۶۷–۱۹۶۶
- جام حذفی انگلستان: ۴۸–۱۹۴۷، ۶۳–۱۹۶۲
- جام خیریه انگلستان (۵): ۱۹۵۲، ۱۹۵۶، ۱۹۵۷، ۱۹۶۵، ۱۹۶۷
- جام باشگاه‌های اروپا: ۶۸–۱۹۶۷

### افتخارات فردی
- یازدهمین مربی برتر تاریخ به انتخاب فرانس فوتبال: ۲۰۱۹[۳]
- هفتمین مربی برتر تاریخ به انتخاب ای‌اس‌پی‌ان: ۲۰۱۳[۴]
- سی و ششمین مربی برتر تاریخ به انتخاب ورلد ساکر: ۲۰۱۳
- تالار مشاهیر فوتبال انگلستان: ۲۰۰۲
- تالار مشاهیر فوتبال اروپا: ۲۰۰۸